# Sistema operativo distribuito
I sistemi operativi distribuiti vengono utilizzati quando più calcolatori sono collegati tra loro e si vuole ottimizzare l'utilizzo delle risorse evitando che esse risiedano in una macchina sola. Questo tipo di architettura di un sistema di elaborazione si chiama "network" ed è costituito da un insieme di calcolatori che, anche se a prima vista possono apparire come simili, sono dedicati a scopi diversi.

## Descrizione
Un sistema operativo di questo genere deve saper gestire un gran numero di informazioni, in quanto deve rendere disponibile ad ogni utente, collegato al sistema attraverso uno qualsiasi dei calcolatori che ne fanno parte, di interagire contemporaneamente con tutti gli altri, scambiando informazioni e dati.
Il problema principale è dato, pertanto, dal fatto che il sistema dovrà gestire contemporaneamente un grandissimo numero di informazioni il più rapidamente possibile, e dovrà, altrettanto rapidamente, smistare le richieste verso la giusta strada.
Nella maggior parte dei casi una parte del sistema operativo si occuperà del lavoro locale, mentre ad un'altra viene delegata la comunicazione con il resto della rete.
Un problema rilevante è quello della sicurezza: essendo le informazioni così decentrate e frammentate su un network potrebbero essere utilizzate anche da persone esterne che si immettono illegalmente nel sistema.

### Caratteristiche
Essendo composto tipicamente da più elementi, questo sistema risulta essere in qualche misura ridondante, e ciò gli permette di sopravvivere nel caso che una delle sue unità dovesse guastarsi.
Si possono facilmente aggiungere ulteriori risorse senza che il sistema ne risenta. Inoltre utenti e risorse possono trovarsi a distanza variabile tra loro, senza che questo pregiudichi l'accesso o l'interazione.